# Okres Martin
Okres Martin je jedním z okresů Slovenska. Leží na jihu centrální části Žilinského kraje. Na severu hraničí s okresem Žilina a Dolný Kubín, na jihu s okresem Turčianske Teplice, na východě s okresem Ružomberok. Hraničí také s Trenčínským a Banskobystrickým krajem. Okres se rozkládá v severní polovině bývalé Turčianské župy.